# 江西站
江西站（：／ Kangsŏ yŏk */?）是朝鮮民主主義人民共和國南浦市江西區域的一個鐵路車站，属于平南线、大安线和保山线。

## 历史
- 1910年10月16日：开始使用[1]。

## 邻近车站
平南线
降仙站 - 江西站 - 龙冈站
大安线
江西站 - 平南大安站
保山线
江西站 - 保山站